# Internationale Luchthaven Suleimaniya
Internationale Luchthaven Suleimaniya is een luchthaven 15 kilometer vanaf de stad Suleimaniya, een stad in Iraaks-Koerdistan. Het vliegveld ligt in het westen van de stad, het werd op 21 juli 2006 geopend.

## Bestemmingen
- Iraqi Airways - Bagdad, Amman, Damascus, Caïro, Basra, Düsseldorf
- Royal Jordanian Airlines - Amman
- Azmar Air - Istanboel, Dubai
- Zozk Airline - München
- Res Nu - Stockholm
- Atrosh Air - Stockholm